# كوجي ياماموتو (مغني)
كوجي ياماموتو (باليابانية: 山本浩二؛ بالكانا: やまもと こうじ) هو لاعب كرة قاعدة ومغني ياباني، ولد في 25 أكتوبر 1946 في هيروشيما في اليابان.

## وصلات خارجية
- كوجي ياماموتو على موقع الدوري الياباني لكرة القاعدة (الإنجليزية)
- كوجي ياماموتو على موقعبيزبول رفرنس.كوم (الدوري الثانوي) (الإنجليزية)